# Hip-hop underground
Le hip-hop underground, underground hip-hop ou hip-hop indépendant, est un terme générique désignant la musique hip-hop publiée en dehors du système commercial. Le terme est typiquement associé aux musiciens indépendants ou signés à des labels indépendants. Le hip-hop underground est souvent caractérisé par des paroles conscientes, positives, ou anti-commerciales. Cependant, il ne s'associe à aucun thème universel.
L'« underground » désigne également la communauté des musiciens, fans ou autres, associés à la musique non commerciale ou indépendante. Les scènes musicales associées au hip-hop underground sont le hip-hop alternatif et l'horrorcore. Certains musiciens désormais considérés « underground », ne l'ont pas toujours été, ou ont parfois abandonné les classements du magazine Billboard.

## Histoire
Pendant les premières années du hip-hop, la vaste majorité du genre est underground, par définition. Tandis que The Sugarhill Gang se popularise en 1979, la majeure partie des musiciens ne se populariseront, quant à eux, pas avant le milieu des années 1980. Le premier album des Ultramagnetic MCs, Critical Beatdown, est considéré comme l'un des premiers exemples représentant le « hip-hop underground ». L'album est décrit comme la caractéristique de ce qui émergera par la suite sous le terme de « hip-hop underground ». Le rappeur underground Kool Keith, originaire de New York, est notamment bien accueilli pour son album Dr. Octagonecologyst, classé « pendant un moment » dans la catégorie de hip-hop indépendant.
Dans les années 2000, l'album Masters of the Universe du groupe Binary Star est décrit comme « forme alternative rafraîchissante originaire du rap mainstream. » Tech N9ne et Strange Music obtiennent le succès grâce à l'album All 6's and 7's.

## Caractéristiques

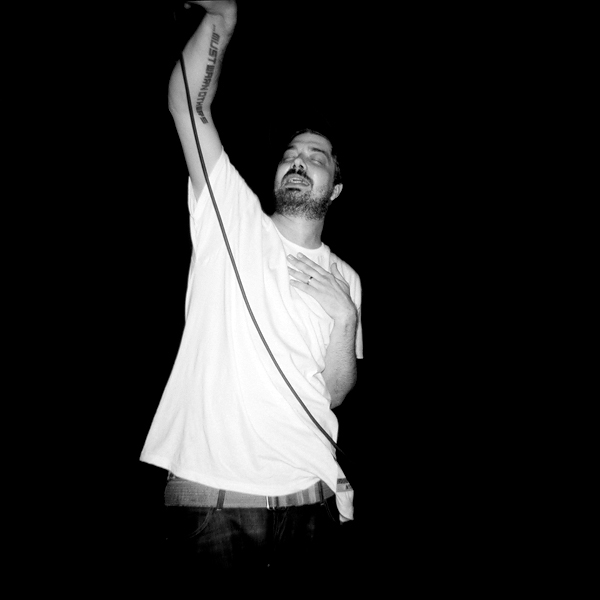
Aesop Rock, au Irving Plaza NYC, en 2007.

Le hip-hop underground compense de nombreux styles musicaux associés aux thèmes politiques et conscients. De nombreux musiciens sont décrits par l'ouvrage How to Rap comme à la fois underground et politiquement ou socialement impliqués, comme Little Brother, Lowkey, Brother Ali, Mr. Lif, Murs, Immortal Technique, Diabolic, Binary Star, People Under the Stairs, Lifesavas,, et Zion I.
Les groupes underground bien accueillis par la presse spécialisée et auteurs d'albums à succès incluent Jurassic 5, Aesop Rock, Ugly Duckling, Little Brother, Brother Ali, El Da Sensei, Dilated Peoples, Non Phixion, Freestyle Fellowship, Binary Star, Planet Asia, People Under the Stairs, Cannibal Ox,, et Zion I.
Les paroles de musiciens et groupes underground sont qualifiées par la presse spécialisée comme « intelligentes », « profondes » ou « complexes » ; des musiciens et groupes comme Astronautalis, Akir, Ugly Duckling, Brother Ali, Cage, Immortal Technique, El Da Sensei, R.A. the Rugged Man, Lowkey,, Mr. Lif, Murs, Binary Star, Planet Asia, Lifesavas, Sage Francis, Zion I, Yasiin Bey, MF DOOM, Yak Ballz, Eyedea & Abilities, Aesop Rock et Tajai Massey. Certains musiciens underground composent à la mémoire d'éléments fondamentaux ou des piliers de la culture hip-hop, comme People Under the Stairs, Apathy, et Blacastan dont la musique « rappelle l'âge d'or du hip-hop. »